# Női skeet a 2008. évi nyári olimpiai játékokon
A 2008. évi nyári olimpiai játékokon a sportlövészet női skeet versenyszámának selejtezőjét és döntőjét augusztus 14-én rendezték a Pekingi Lövészpályán.
A mozgó célpontra tüzelő trap- és skeet lövészek többlövetű puskákkal (vadászpuskákkal) igyekeztek leszedni a korongokat, különböző lőállásokból. Meghatározott sorrendben kellett egy félkörív mentén haladniuk, és a korongok is különböző röppályán érkeztek jobbról, balról, majd egyszerre kettő egymással ellentétes irányból. Ezeket a lövő kommandírozására indították – azaz nem a bíró vezényelt –, a találatot akkor kellett megítélni, ha szemmel láthatóan legalább egy darab leesett a korongból. A közvetítések izgalmasabbá tétele végett a skeeteseknél az eltalált korongokból lilás por szállt fel, így mindenki láthatta, ha sikerült eltalálni a célpontot. Női skeet lövészek a puskával 3×25 lövést adtak le a selejtezőben, és a selejtező első 6 helyezettje magával vitte a selejtezőben elért összpontszámát a döntőbe. A döntőben a versenyzők még 25 lövést adtak le, ehhez adódott a selejtezőből hozott összpontszám, és ebből alakult ki a végeredmény.

## Rekordok
A versenyt megelőzően a következő rekordok voltak érvényben:
Selejtező
| Világrekord | Elena Little (GBR)            | 74 pont | Belgrád, Szerbia    | 2005. július 17. |
| Világrekord | Shi Hong Yan (CHN)            | 74 pont | Qingyuan, Kína      | 2006. április 9. |
| Világrekord | Christine Brinker (GER)       | 74 pont | Qingyuan, Kína      | 2006. április 9. |
| Világrekord | Zemfira Meftahətdinova (AZE)  | 74 pont | Kairó, Egyiptom     | 2006. május 18.  |
| Világrekord | Erdzsanyik Avertyiszjan (RUS) | 74 pont | Lonato, Olaszország | 2007. június 13. |
| Világrekord | Christine Brinker (GER)       | 74 pont | Nicosia, Ciprus     | 2008. július 9.  |
| Világrekord | Danka Barteková (SVK)         | 74 pont | Nicosia, Ciprus     | 2008. július 9.  |

Döntő
| Világrekord | Danka Barteková (SVK) | 99 pont (74+25) | Nicosia, Ciprus | 2008. július 9. |

A versenyen új olimpiai rekord született:
Selejtező
| Chiara Cainero (ITA) | 72 pont | Peking, Kína | 2008. augusztus 14. |

Döntő
| Chiara Cainero (ITA)    | 93 pont (72+21) | Peking, Kína | 2008. augusztus 14. |
| Kimberly Rhode (USA)    | 93 pont (70+23) | Peking, Kína | 2008. augusztus 14. |
| Christine Brinker (GER) | 93 pont (70+23) | Peking, Kína | 2008. augusztus 14. |

Megjegyzés
- Olimpiai rekord a verseny előtt nem volt érvényben az ISSF 2005. január 1-i szabálymódosítása miatt.

## Eredmények
- Q: továbbjutás helyezés alapján
- OR: olimpiai rekord

### Selejtező
A selejtező első hat helyezettje jutott a döntőbe.
| H   | Név                    | Nemzet                 | 1  | 2  | 3  | E  | Mj    |
| --- | ---------------------- | ---------------------- | -- | -- | -- | -- | ----- |
| 1.  | Chiara Cainero         | Olaszország (ITA)      | 25 | 23 | 24 | 72 | Q, OR |
| 2.  | Sutiya Jiewchaloemmit  | Thaiföld (THA)         | 23 | 23 | 25 | 71 | Q     |
| 3.  | Kimberly Rhode         | Egyesült Államok (USA) | 24 | 23 | 23 | 70 | Q     |
| 4.  | Christine Brinker      | Németország (GER)      | 25 | 22 | 23 | 70 | Q     |
| 5.  | Vej Ning               | Kína (CHN)             | 25 | 23 | 22 | 70 | Q     |
| 6.  | Nathalie Larsson       | Svédország (SWE)       | 23 | 23 | 23 | 69 | Q     |
| 7.  | Ándri Eleftheríu       | Ciprus (CYP)           | 22 | 23 | 22 | 67 |       |
| 8.  | Danka Barteková        | Szlovákia (SVK)        | 23 | 22 | 22 | 67 |       |
| 9.  | Pak Csonglan           | Észak-Korea (PRK)      | 20 | 23 | 23 | 66 |       |
| 10. | Lucia Mihalache        | Románia (ROU)          | 23 | 20 | 23 | 66 |       |
| 11. | Natalia Rahman         | Ausztrália (AUS)       | 22 | 23 | 21 | 66 |       |
| 11. | Szvetlana Gyomina      | Oroszország (RUS)      | 22 | 23 | 21 | 66 |       |
| 11. | Igaly Diána            | Magyarország (HUN)     | 22 | 23 | 21 | 66 |       |
| 14. | Elena Little           | Nagy-Britannia (GBR)   | 24 | 21 | 21 | 66 |       |
| 15. | Zemfira Meftahətdinova | Azerbajdzsán (AZE)     | 22 | 21 | 20 | 63 |       |
| 16. | Véronique Girardet     | Franciaország (FRA)    | 22 | 22 | 19 | 63 |       |
| 17. | Marjut Heinonen        | Finnország (FIN)       | 21 | 21 | 19 | 63 |       |
| 18. | Kim Mindzsi            | Dél-Korea (KOR)        | 21 | 18 | 16 | 55 |       |
| 19. | Mona el-Havári         | Egyiptom (EGY)         | 18 | 16 | 16 | 50 |       |

### Döntő
| H     | Név                   | Nemzet                 | 1  | Eredmény | Sz | Sz | Sz | Végeredmény | Mj |
| H     | Név                   | Nemzet                 | 1  | Eredmény | A  | E  | 4  | Végeredmény | Mj |
| ----- | --------------------- | ---------------------- | -- | -------- | -- | -- | -- | ----------- | -- |
| Arany | Chiara Cainero        | Olaszország (ITA)      | 21 | 72+21    | +2 | -  | -  | 93          | OR |
| Ezüst | Kimberly Rhode        | Egyesült Államok (USA) | 23 | 70+23    | +1 | +2 | -  | 93          | OR |
| Bronz | Christine Brinker     | Németország (GER)      | 23 | 70+23    | +1 | +1 | -  | 93          | OR |
| 4.    | Nathalie Larsson      | Svédország (SWE)       | 23 | 69+23    | -  | -  | +2 | 92          |    |
| 5.    | Sutiya Jiewchaloemmit | Thaiföld (THA)         | 21 | 71+21    | -  | -  | +1 | 92          |    |
| 6.    | Vej Ning              | Kína (CHN)             | 21 | 70+21    | -  | -  | -  | 91          |    |